# I Wanna Dance with Somebody (película)
Whitney Houston: I Wanna Dance with Somebody (Quiero bailar con alguien: La historia de Whitney Houston en Hispanoamérica) es una película de drama musical y biográfica estadounidense de 2022 dirigida por Kasi Lemmons, a partir de un guion de Anthony McCarten. Se basa en la vida y la carrera de la cantante pop estadounidense y actriz Whitney Houston. La película es protagonizada por Naomi Ackie, Stanley Tucci, Ashton Sanders, Tamara Tunie, Nafessa Williams y Clarke Peters.
A principios de 2020 se anunció una película biográfica autorizada sobre la vida de Houston, con Ackie siendo elegida en el papel principal en diciembre y el resto del elenco firmando más tarde al año siguiente. Producida con un presupuesto de 45 millones de dólares, la filmación se llevó a cabo en Massachusetts y Nueva Jersey de agosto a diciembre de 2021.
I Wanna Dance with Somebody fue estrenada en los Estados Unidos el 23 de diciembre de 2022 por Sony Pictures Releasing. La película recibió reseñas mixtas de los críticos, quienes elogiaron la interpretación de Ackie de Houston y las secuencias musicales, pero criticaron el guion de McCarten.

## Reparto
- Naomi Ackie como Whitney Houston
- Stanley Tucci como Clive Davis, productor discográfico y amigo de Whitney.
- Ashton Sanders como Bobby Brown, esposo de Whitney
- Tamara Tunie como Cissy Houston, madre de Whitney
- Nafessa Williams como Robyn Crawford, amiga, asistente y exnovia de Whitney.
- Clarke Peters como John Houston, el estricto padre de Whitney
- Daniel Washington como Gary Houston, el medio hermano de Whitney
- Dave Heard como Rickey Minor, bajista de Whitney
- Bria Danielle Singleton como Bobbi Kristina Brown, la hija de Whitney y Bobby
  - Bailee Lopes como Bobbi Kristina Brown joven

El 22 de abril de 2020, Stella Meghie estaba lista para dirigir una película biográfica de Whitney Houston titulada I Wanna Dance with Somebody, con Anthony McCarten adjunto para escribir el guion y producir la película junto con Clive Davis, Pat Houston, Larry Mestel, Denis O'Sullivan. y Jeff Kalligheri. McCarten, quien autofinanció una opción por los derechos de la vida de Houston, escribió el guion según las especificaciones y se encargó de los derechos y la música. El 4 de agosto de 2020, TriStar Pictures adquirió la película. El 1 de septiembre de 2021, Kasi Lemmons asumió las funciones de dirección de Meghie, quien finalmente se desempeñó como productora ejecutiva.
El 15 de diciembre de 2020, Naomi Ackie fue elegida para interpretar a Houston. En septiembre de 2021, Ashton Sanders fue elegido como Bobby Brown, el esposo de Houston durante quince años. El mismo mes, Stanley Tucci fue elegido como Clive Davis. En octubre de 2021, Nafessa Williams, Clarke Peters y Tamara Tunie fueron elegidas para la película.
Se esperaba que la película comenzara la fotografía principal el 9 de agosto de 2021 en Newark, Nueva Jersey y Boston, Massachusetts, según una fuente. En agosto de 2021, Compelling Pictures estaba en preproducción de la película en Marina Studios en Boston. En octubre y noviembre, las escenas se rodaron en Arlington, Massachusetts, así como en el Aeropuerto Regional de Worcester, el Teatro Wang, el Teatro Cutler Majestic y el Estadio Gillette.

## Estreno
La película fue estrenada en cines el 23 de diciembre de 2022 por Sony Pictures Releasing.
El estreno para Latinoamérica es el día 2 de febrero del 2023.